# 세네갈한줄무늬풀밭쥐
세네갈한줄무늬풀밭쥐(Lemniscomys linulus)는 쥐과에 속하는 설치류의 일종이다. 코트디부아르와 가나, 기니, 말리, 세네갈에서 발견된다. 자연 서식지는 건조 사바나 지역이다.